# Стів Муньє
Стів Муньє (фр. Steve Mounié, нар. 29 вересня 1994, Параку) — бенінський футболіст, нападник французького «Бреста» і національної збірної Беніну.

## Клубна кар'єра
Народився 29 вересня 1994 року в місті Параку. Вихованець футбольної школи клубу «Монпельє». З 2014 року почав залучатися до заявки основної команди клубу. На початку сезону 2015/16 дебютував в Лізі 1, а решту сезону провів в оренді в друголіговому «Нім-Олімпік», де отримав перший досвід регулярних виступів на дорослому рівні. Повернувшись з оренди, по ходу наступного сезону вже був основним гравцем «Монпельє» у найвищому дивізіоні.
5 липня 2017 року став найдорожчим придбанням в історії англійського «Гаддерсфілд Таун», який саме посилював склад після підвищення в класі до Прем'єр-ліги і сплатив 13 мільйонів євро за трансфер бенінського нападника. Протягом трьох сезонів, проведених в Ангдії був серед гравців основного складу команди.
У вересні 2020 року повернувся до Франції, уклавши контракт з «Брестом».

## Виступи за збірну
2015 року дебютував в офіційних матчах у складі національної збірної Беніну.
У складі збірної був учасником Кубка африканських націй 2019 року в Єгипті, де взяв участь у чотирьох іграх своєї команди, яка вибула з боротьби на стадії чвертьфіналів.
| Дата       | Місто           | Господарі        | Результат | Гості           | Турнір                                      | Голи | Примітки |
| ---------- | --------------- | ---------------- | --------- | --------------- | ------------------------------------------- | ---- | -------- |
| 13-10-2015 | Браззавіль      | Республіка Конго | 2 – 1     | Бенін           | товариський матч                            | -    | 60'      |
| 17-11-2015 | Уагадугу        | Буркіна-Фасо     | 2 – 0     | Бенін           | Відбір до ЧС 2018                           | -    | 73'      |
| 23-3-2016  | Джуба           | Південний Судан  | 1 – 2     | Бенін           | Відбір до Кубка африканських націй 2017     | 1    | 46'      |
| 27-3-2016  | Котону          | Бенін            | 4 – 1     | Південний Судан | Відбір до Кубка африканських націй 2017     | -    | 88'      |
| 4-9-2016   | Бамако          | Малі             | 5 – 2     | Бенін           | Відбір до Кубка африканських націй 2017     | -    | 55'      |
| 24-3-2017  | Нуакшот         | Мавританія       | 1 – 0     | Бенін           | товариський матч                            | -    | 72'      |
| 11-6-2017  | Котону          | Бенін            | 1 – 0     | Гамбія          | Відбір до Кубка африканських націй 2019     | -    |          |
| 8-11-2017  | Браззавіль      | Республіка Конго | 1 – 1     | Бенін           | товариський матч                            | -    | 88'      |
| 12-11-2017 | Котону          | Бенін            | 1 – 1     | Танзанія        | товариський матч                            | -    | 56'      |
| 9-9-2018   | Ломе            | Того             | 0 – 0     | Бенін           | Відбір до Кубка африканських націй 2019     | -    |          |
| 12-10-2018 | Бліда           | Алжир            | 2 – 0     | Бенін           | Відбір до Кубка африканських націй 2019     | -    | 36'      |
| 16-10-2018 | Котону          | Бенін            | 1 – 0     | Алжир           | Відбір до Кубка африканських націй 2019     | -    |          |
| 17-11-2018 | Бакау           | Гамбія           | 3 – 1     | Бенін           | Відбір до Кубка африканських націй 2019     | 1    |          |
| 24-3-2019  | Котону          | Бенін            | 2 – 1     | Того            | Відбір до Кубка африканських націй 2019     | 1    |          |
| 11-6-2019  | Марракеш        | Бенін            | 1 – 0     | Гвінея          | товариський матч                            | -    |          |
| 18-6-2019  | Марракеш        | Бенін            | 3 – 1     | Мавританія      | товариський матч                            | 3    |          |
| 25-6-2019  | Ісмаїлія        | Гана             | 2 – 2     | Бенін           | Кубок африканських націй 2019 - 1-й етап    | -    | 90'      |
| 9-6-2019   | Ісмаїлія        | Бенін            | 0 – 0     | Гвінея-Бісау    | Кубок африканських націй 2019 - 1-й етап    | -    |          |
| 2-7-2019   | Ісмаїлія        | Бенін            | 0 – 0     | Камерун         | Кубок африканських націй 2019 - 1-й етап    | -    | 45'      |
| 10-7-2019  | Каїр            | Сенегал          | 1 – 0     | Бенін           | Кубок африканських націй 2019 - чвертьфінал | -    | 90+3'    |
| 6-9-2019   | Кан (Кальвадос) | Кот-д'Івуар      | 1 – 2     | Бенін           | товариський матч                            | -    |          |
| 9-9-2019   | Бліда           | Алжир            | 1 – 0     | Бенін           | товариський матч                            | -    | 46'      |
| 13-10-2019 | Порто-Ново      | Бенін            | 2 – 2     | Замбія          | товариський матч                            | 1    | 84'      |
| 13-11-2019 | Уйо             | Нігерія          | 2 – 1     | Бенін           | Відбір до Кубка африканських націй 2021     | -    |          |
| 17-11-2019 | Порто-Ново      | Бенін            | 1 – 0     | Сьєрра-Леоне    | Відбір до Кубка африканських націй 2021     | -    | 63'      |
| 12-10-2020 | Лісабон         | Габон            | 0 – 2     | Бенін           | товариський матч                            | 1    |          |
| 17-11-2019 | Порто-Ново      | Бенін            | 1 – 0     | Лесото          | Відбір до Кубка африканських націй 2021     | -    |          |
| Усього     |                 | Матчів           | 27        |                 | Голів (5 місце)                             | 8    |          |